# Goethepreis der Stadt Frankfurt am Main
Der Goethepreis der Stadt Frankfurt am Main wurde im Jahre 1927 gestiftet. Er wird seit 1961 alle drei Jahre zur Feier des Geburtstages Johann Wolfgang von Goethes, am 28. August, verliehen. Der Preis ist vorgesehen für Persönlichkeiten, die mit ihrem Schaffen bereits zur Geltung gelangt sind und deren schöpferisches Wirken einer dem Andenken Goethes gewidmeten Ehrung würdig ist. Bis 2023 waren sieben der bisherigen Preisträger Frauen.

## Geschichte
Die Idee zur Stiftung des Preises ging auf Ernst Beutler vom Freien Deutschen Hochstift zurück, dem sich (der spätere Kuratoriums-Sekretär) Alfons Paquet, Oberbürgermeister Ludwig Landmann, sowie der Messedirektor Otto Ernst Sutter anschlossen. Die Stadtverordnetenversammlung willigte am 31. August 1926 ein und stellte die Preissumme, sowie 3.000 RM Verwaltungskosten zur Verfügung.
Der mit 10.000 RM dotierte Preis wurde erstmals am 28. August 1927 im sogenannten „Staatssaal“ des Goethehauses verliehen. Preisträger war der neunundfünfzigjährige Stefan George, der sich unbeeindruckt zeigte, den ihm zugedachten Preis zunächst ablehnte und erst nach öffentlichem Drängen annahm. Im zweiten Jahr wurde Albert Schweitzer auf Vorschlag des Schriftstellers und Kuratoriumssekretärs Alfons Paquet Preisträger. 1929 wurde nach langen Diskussionen der konservative Kulturkritiker Leopold Ziegler gewählt, das Kuratorium zeigte zum ersten Mal deutliche Differenzen. Diese waren allerdings nur das Vorspiel zur Verleihung 1930. Mit nur sieben zu fünf Stimmen votierte das Kuratorium für Sigmund Freud. Freud war bis dahin für sein Lebenswerk in Deutschland nicht öffentlich geehrt worden. Insbesondere die Vertreter der Goetheinstitutionen sprachen sich vehement gegen den Wiener Psychoanalytiker aus. Zum 200. Geburtstag von Goethes Mutter Aja sollte 1931 eine Frau ausgezeichnet werden. Die Wahl fiel auf Ricarda Huch, die man Käthe Kollwitz vorzog.
In der Zeitung Hamburger Anzeiger vom 28. August 1935 wird im Zuge der Ankündigung der „feierlichen Überreichung des diesjährigen Goethepreises an Hermann Stegemann“ auch davon berichtet, dass „vor einiger Zeit (…) eine Ordnung getroffen worden [ist], welche die mit der Preisverleihung verbundene Verantwortlichkeit neu verteilt hat. Der Frankfurter Oberbürgermeister verleiht nunmehr den Preis, und zwar nach Anhörung eines Verwaltungsrates, der an die Stelle des früheren Kuratoriums getreten ist. ‚Der Verwaltungsrat besteht aus dem Oberbürgermeister, dem Reichs- und Preußischen Minister für Wissenschaft, Erziehung und Volksbildung, dem Reichsminister für Volksaufklärung und Propaganda, dem Leiter des Kulturamtes der Stadt Frankfurt, einem vom Verwaltungsrat des Freien Deutschen Hochstifts in Frankfurt zu benennenden Mitglied. Der vom Oberbürgermeister zu berufende Geschäftsführer des Verwaltungsrates hat rechtzeitig Vorschläge für die Auswahl auszuzeichnender Persönlichkeiten zu unterbreiten.‘ So steht es in den neuen Satzungen.“
Die Verleihungen standen damit von 1933 bis 1942 unter dem Zeichen der nationalsozialistischen Herrschaft. Kolbenheyer (1937) und Schäfer (1941) bekannten sich offen zu dem Regime, Stehr (1933) und Stegemann (1935) gereichten dem Preis „[…] nicht zur Ehre. Sie ersetzten fehlende ästhetische Qualitäten durch stramme Gesinnungsinhalte […]“. Die Dichterin Agnes Miegel erhielt 1940 den Preis „[…] als begnadete Seherin, die stets für die Wiedergeburt der deutschen Art gewirkt hat […].“ Die Preise wurden bis 1942 sowie 1960 (an Ernst Beutler) im Goethehaus am Großen Hirschgraben übergeben.

## Nach 1945
Erster Preisträger nach dem Krieg wurde der Göttinger Physiker Max Planck, „[…] der in einer Zeit geistiger Knechtschaft die Freiheit des Gewissens und das Recht des Glaubens mutig verteidigte“. Planck war bereits 1944 vorgeschlagen, aber wegen seiner Gegnerschaft zum Nationalsozialismus vom Reichskultusministerium abgelehnt worden.
Heutzutage entscheidet der Magistrat der Stadt Frankfurt am Main auf Vorschlag des Kuratoriums. Es setzt sich zusammen aus dem Oberbürgermeister als Vorsitzendem, einem Vertreter der Stadtverordnetenversammlung, einem Vertreter des Kulturdezernats, dem Direktor des Freien Deutschen Hochstifts, dem Hessischen Minister für Wissenschaft und Kunst, dem Universitätspräsidenten der Johann Wolfgang Goethe-Universität in Frankfurt am Main, einem Schriftsteller, einem Dichter und einer Persönlichkeit des kulturellen Lebens. Die letzten drei werden durch Magistratsbeschluss bestimmt.
Der Goethepreis besteht aus einer auf Pergament geschriebenen, künstlerisch gestalteten Urkunde und ist derzeit mit 50.000 Euro dotiert. Bis 1949 wurde der Preis jährlich, seit 1952 wird er alle drei Jahre verliehen. Die Preisverleihungen fanden seit 1948 (außer 1988 an Peter Stein und 1960 an Ernst Beutler) in der Frankfurter Paulskirche statt. In der Ehrenordnung der Stadt Frankfurt am Main (Fassung vom 20. Juni 2002) heißt es: „Der Goethepreis kann einer Persönlichkeit verliehen werden, die durch ihr Schaffen bereits zur Geltung gelangt und deren schöpferisches Wirken einer dem Andenken Goethes gewidmeten Ehrung würdig ist.“

## Preisträger
| - 1927: Stefan George, Dichter - 1928: Albert Schweitzer, Arzt und Philosoph - 1929: Leopold Ziegler, Philosoph - 1930: Sigmund Freud, Psychoanalytiker - 1931: Ricarda Huch, Dichterin - 1932: Gerhart Hauptmann, Dichter - 1933: Hermann Stehr, Dichter - 1934: Hans Pfitzner, Musiker - 1935: Hermann Stegemann, Journalist und Publizist - 1936: Georg Kolbe, Bildhauer - 1937: Erwin Guido Kolbenheyer, Dichter und Philosoph - 1938: Hans Carossa, Arzt und Dichter - 1939: Carl Bosch, Chemiker - 1940: Agnes Miegel, Dichterin - 1941: Wilhelm Schäfer, Dichter - 1942: Richard Johann Kuhn, Chemiker - 1945: Max Planck, Physiker - 1946: Hermann Hesse, Dichter - 1947: Karl Jaspers, Philosoph - 1948: Fritz von Unruh, Dichter - 1949: Thomas Mann, Dichter - 1952: Carl Zuckmayer, Dichter - 1955: Annette Kolb, Dichterin - 1958: Carl Friedrich von Weizsäcker, Naturforscher, Philosoph - 1960: Ernst Beutler, Schriftsteller - 1961: Walter Gropius, Architekt | - 1964: Benno Reifenberg, Schriftsteller und Journalist - 1967: Carlo Schmid, Wissenschaftler und Politiker - 1970: Georg Lukács, Philosoph, Literaturwissenschaftler - 1973: Arno Schmidt, Schriftsteller - 1976: Ingmar Bergman, Filmregisseur - 1979: Raymond Aron, Soziologe, Publizist - 1982: Ernst Jünger, Schriftsteller - 1985: Golo Mann, Historiker - 1988: Peter Stein, Regisseur - 1991: Wisława Szymborska, Lyrikerin - 1994: Ernst Gombrich, Kunsthistoriker - 1997: Hans Zender, Komponist, Dirigent - 1999: Siegfried Lenz, Schriftsteller - 2002: Marcel Reich-Ranicki, Schriftsteller, Literaturkritiker - 2005: Amos Oz, Schriftsteller - 2008: Pina Bausch, Choreografin und Ballettdirektorin - 2011: Ali Ahmad Said (Künstlername Adonis), Schriftsteller - 2014: Peter von Matt, Germanist und Schriftsteller - 2017: Ariane Mnouchkine, Regisseurin und Theaterleiterin - 2020: Dževad Karahasan, Schriftsteller, Dramatiker, Essayist - 2023: Barbara Honigmann, Schriftstellerin und Malerin |